# Christian Lorenz
Christian "Flake" Lorenz, född 16 november 1966 i dåvarande Östberlin, Östtyskland, är keyboardist i den tyska Neue Deutsche Härte-gruppen Rammstein.
Smeknamnet "Flake" fick han redan som barn. Det kommer från den tysk-österrikisk-japanska tecknade TV-serien om Vicke Viking som var väldigt populär i DDR när Lorenz växte upp i Prenzlauer Berg på 1970-talet.
Christian Lorenz var tidigare medlem i bandet Feeling B, där han spelade tillsammans med Rammsteins nuvarande gitarrist Paul H. Landers.